# Bermuda-Shorts

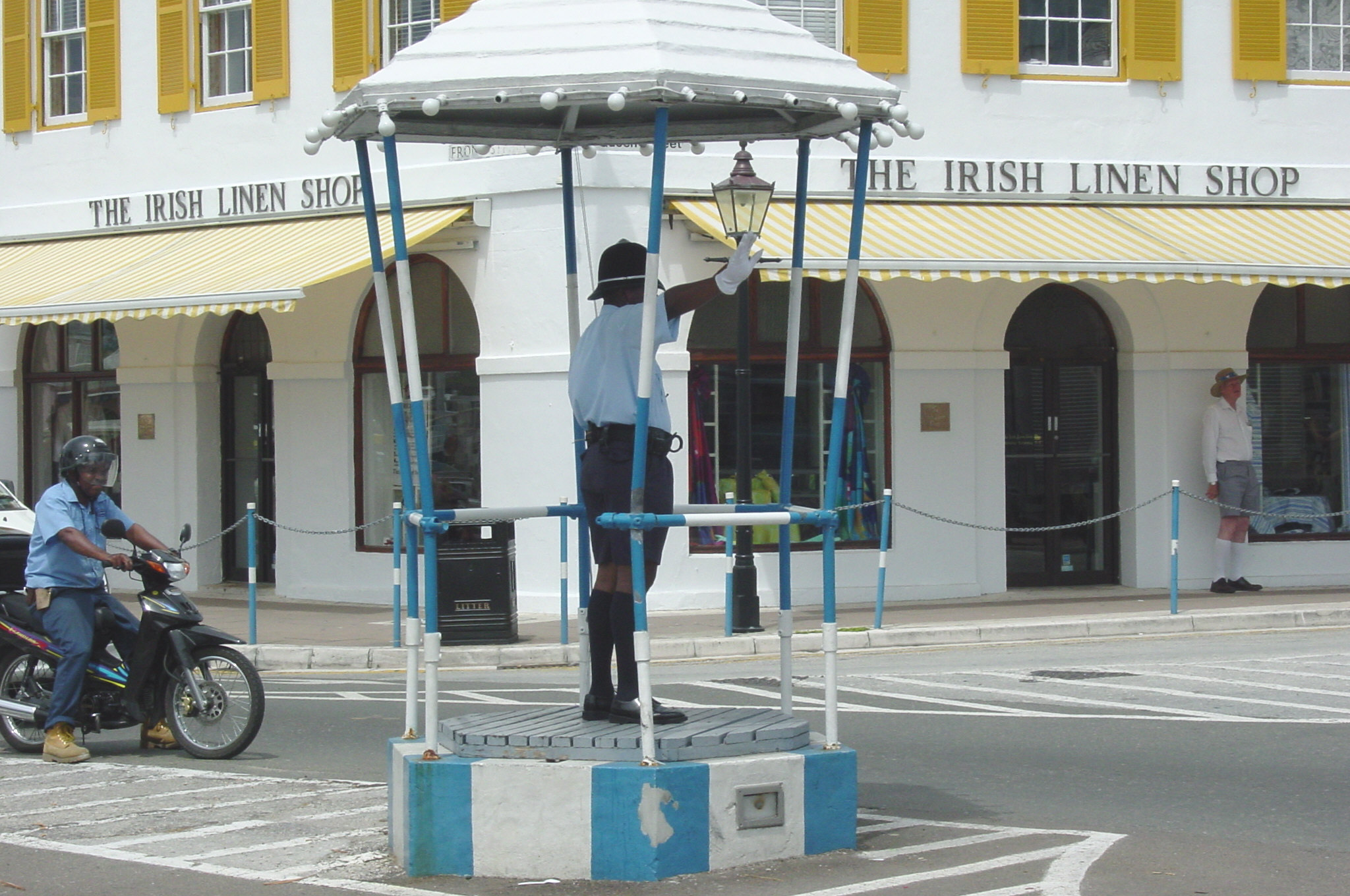
Polizist auf den Bermuda-Inseln mit Bermudas

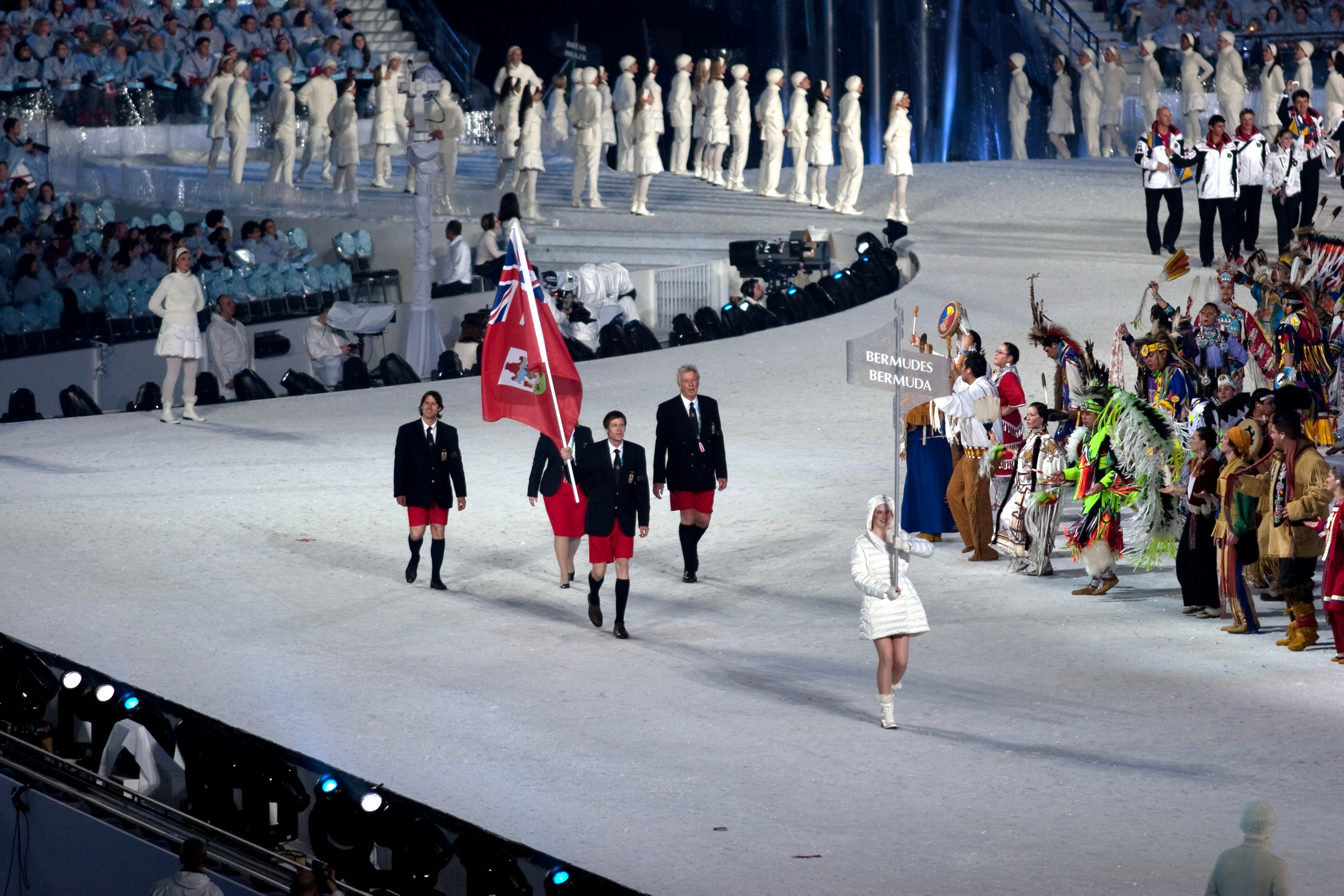
Mannschaft Bermudas bei der Eröffnungsfeier der olympischen Winterspiele 2010

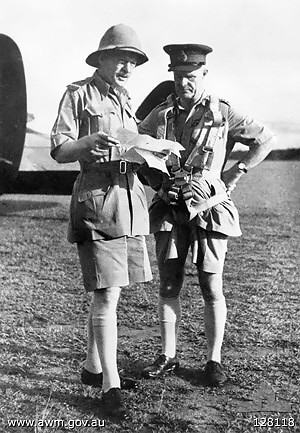
Zwei britische Offiziere, Brooke-Popham und Wavell, im Zweiten Weltkrieg

Als Bermudas oder Bermuda-Shorts bezeichnet man eine bestimmte Art von kurzen Hosen, die als Freizeit- oder Alltagskleidung getragen werden. Die Hosenbeine enden mindestens ein Zoll oberhalb des Knies, bei Anzügen drei Zoll.
Ihren Namen haben die Bermudas von ihrer Popularität in Bermuda, einem Britischen Überseegebiet, in dem sie zum normalen Geschäftsanzug für Männer gehören. Sie bestehen dort aus einem Stoff, der demjenigen der Geschäftskleidung entspricht und werden zusammen mit Kniesocken, Hemd und Krawatte getragen.
Die „Original“-Bermudas enden etwa fünf Zentimeter oberhalb der Knie. In Europa und Nordamerika erhält man unter diesem Namen auch Hosen, die bis unter das Knie reichen, bunt sind oder aus Jeans-Stoff bestehen. Eine klare Abgrenzung zwischen Bermuda-Shorts und anderen Shorts ist daher schwierig.
Ihren Ursprung haben die Bermudas bei der Royal Navy, bei der diese kurzen Hosen für Einsätze in tropischen Gebieten oder Wüsten zur Uniform gehörten und noch heute gehören. Später übernahmen auch die Landstreitkräfte Großbritanniens diesen Brauch. Wahrscheinlich wurde diese Mode in Bermuda von Geschäftsleuten Anfang des 20. Jahrhunderts von den Soldaten übernommen.
Bei den Olympischen Spielen tragen die Athleten aus Bermuda beim Einmarsch der Mannschaften traditionell rote Bermudas, auch bei Winterspielen.